# Marzan
 Marzan  (en bretón Marzhan) es una población y comuna francesa, situada en la región de Bretaña, departamento de Morbihan, en el distrito de Vannes y cantón de La Roche-Bernard.

## Demografía
| 1567 | 1548 | 1547 | 1728 | 1736 | 1695 |
| Para los censos de 1962 a 1999 la población legal corresponde a la población sin duplicidades (Fuente: INSEE [Consultar]) |      |      |      |      |      |